# گرمابه نیاق
بنای گرمابه نیاق مربوط به دوره قاجار است و در شهرستان قزوین، بخش مرکزی، روستای نیاق واقع شده و این اثر در تاریخ ۲۵ اسفند ۱۳۸۰ با شمارهٔ ثبت ۵۴۷۹ به‌عنوان یکی از آثار ملی ایران به ثبت رسیده است.